# Warwick (distretto)
Warwick è un distretto del Warwickshire, Inghilterra, Regno Unito, con sede a Royal Leamington Spa.
Il distretto fu creato con il Local Government Act 1972, il 1º aprile 1974 dalla fusione dei municipal borough di Leamington Spa e Warwick col Distretto urbano di Kenilworth e il Distretto rurale di Warwick.

## Parrocchie civili
- Ashow
- Baddesley Clinton
- Baginton
- Barford
- Beausale
- Bishops Tachbrook
- Blackdown
- Bubbenhall
- Budbrooke
- Bushwood
- Cubbington
- Eathorpe
- Haseley
- Hatton
- Honiley
- Hunningham
- Kenilworth
- Lapworth
- Leek Wootton e Guy's Cliffe
- Norton Lindsey
- Offchurch
- Old Milverton
- Radford Semele
- Rowington
- Royal Leamington Spa
- Sherbourne
- Shrewley
- Stoneleigh
- Wappenbury
- Warwick
- Wasperton
- Weston under Wetherley
- Whitnash
- Wroxall